# بروس بورك
بروس بورك (بالإنجليزية: Bruce Bourke)‏ (مواليد 5 فبراير 1929) هو سبّاح أسترالي، مثّل بلاده في الألعاب الأولمبية الصيفية 1948.

## روابط خارجية
بروس بورك على موقع الاتحاد الدولي للسباحة (الإنجليزية)
- بروس بورك على موقع اللجنة الأولمبية الدولية (الإنجليزية)
- بروس بورك على موقع أوليمبيديا (الإنجليزية)
- بروس بورك على موقع اللجنة الأولمبية الأسترالية (الإنجليزية)